# The Dancers at the End of Time
The Dancers at the End of Time is een serie verhalen (in de vorm van roman, novelle en kort verhaal) van de hand van de Britse auteur Michael Moorcock die in de verre toekomst gesitueerd zijn. De serie is moeilijk in een genre in te delen; nominaal is het sciencefiction, in de zin dat alle wonderbaarlijke effecten wordt toegeschreven aan de acties van machines. Hoe die machines precies, of zelfs maar ongeveer, werken blijft onduidelijk: de serie zou dus ook zijn te kenschetsen als fantasy.

## Fictionele wereld
De serie is vooral gesitueerd vele miljoenen jaren vanaf nu, en wel aan het einde der tijden, als het heelal in zichzelf verdwijnt. De hoofdpersonen zijn (in principe) onsterfelijk en kunnen elke vorm aannemen die denkbaar is. Ze zijn volkomen decadent; ze hebben alles al gezien en gedaan. Ze hebben toegang tot enorme energie; met een zwaai van de hand wordt er weer een planeet omgezet tot energie, zodat daarmee weer een fantastisch decor of project gerealiseerd kan worden, dat voor eventjes amusant lijkt.
Tot de technische mogelijkheden hoort tijdreizen, zodat bezoekjes aan vorige tijdperken mogelijk zijn als die interessant lijken. Eventueel kan vandaar ook iemand mee teruggenomen worden. Ook ruimtereizen zijn mogelijk, en van tijd tot tijd verschijnt een ruimtereiziger die komt waarschuwen voor een of andere ramp. Soms heeft zo'n ruimtereiziger enige curiositeitswaarde (voor een tijdje).

## Titels
Het hart van de serie wordt gevormd door drie romans:
- An Alien Heat (1972)
- The Hollow Lands (1974)
- The End of All Songs (1976)

Deze zijn ook gebundeld heruitgegeven, al dan niet samen met korte verhalen en overig werk. Ook zijn ze af en toe vertaald.

## Algemene karakteristieken
De serie schetst een volkomen decadente en frivole maatschappij, waar vrijwel volkomen willekeur heerst en bijna niets serieus wordt genomen. Een regelmatig terugkerende grap is dat de hoofdpersonages geïnteresseerd zijn in de 19e en 20ste eeuw (lang vervlogen en bijna vergeten tijden) en dat regelmatig iets als historisch interessant gepresenteerd wordt, maar dan helemaal uit context gehaald, of zelfs helemaal verkeerd benoemd.
De serie is niet strak gescheiden van het overige werk van Moorcock. Personages uit deze serie kunnen ook optreden in de Elric of Melniboné-serie of de Jerry Cornelius-serie, en andersom.

## Verder
De serie werd goed ontvangen, met name in het VK. In een selectie van de honderd beste SF-romans tot en met 1984 kreeg The Dancers at the End of Time (daar de verzamelbundel van de trilogie) een plaatsje.